# Кушнер, Бернар
Берна́р Кушне́р (фр. Bernard Kouchner; род. 1 ноября 1939, Авиньон, Франция) — французский врач, дипломат. Министр иностранных дел Франции с 17 мая 2007 года по 13 ноября 2010 года в первом и втором кабинетах Франсуа Фийона. Один из основателей организации «Врачи без границ». Бывший социалист. Руководитель направления реформ здравоохранения в Агентстве модернизации Украины.

## Молодость
Отцом Бернара Кушнера был врач, французский еврей, сын эмигрантов из Латвии, исповедовавший иудаизм. Дед и бабушка Бернара Кушнера со стороны отца погибли в Освенциме. Мать Бернара Кушнера была француженкой-протестанткой.

## Начало карьеры
Политическую карьеру Кушнер начал как член молодёжной организации Коммунистической партии Франции, из которой он был исключён в 1966 году. В 1968 году возглавил студенческую забастовку медицинского факультета Сорбонны.
Работал врачом Красного Креста в Биафре в 1968 году. В 1971 году основал организацию «Врачи без границ» для помощи жертвам вооружённых конфликтов. Был также волонтёром во время осады лагеря беженцев в Восточном Бейруте во время гражданской войны в Ливане.
Кушнер вступил с конфликт с руководителем организации «Врачи без границ» Клодом Малхурой по вопросу о вывозе беженцев из Вьетнама, после того как Демократическая Республика Вьетнам победила Южный Вьетнам. В связи с этим в 1980 году Кушнер вышел из организации «Врачи без границ» и основал собственную организацию «Врачи мира», председателем которой был до 1982 года.
В 1987 году Кушнер опубликовал книгу «Le Devoir d’Ingerence» («Обязанность вмешаться»), в которой утверждал, что демократические государства не только имеют право, но и обязаны для защиты прав человека вмешиваться в дела иностранных государств, невзирая на их суверенитет (см. статью Гуманитарная интервенция).

## Членство в Европейском парламенте
С 1988 года начал карьеру в правительстве социалистов, хотя тогда ещё не был членом Социалистической партии Франции. C 1994 года Кушнер становится депутатом Европарламента.

## Карьера в правительстве
С 1992 по 1993 год был министром здравоохранения Франции в кабинете Пьера Береговуа. С 1997 по 1999 и с 2001 по 2002 год был младшим министром здравоохранения в кабинете Лионеля Жоспена.
Сразу после победы на президентских выборах Николя Саркози объявил, что предложит пост министра иностранных дел Бернару Кушнеру. Кушнер дал согласие и получил пост в кабинете Франсуа Фийона; был исключен из Соцпартии.
13 ноября 2010 года вместе со всем составом французского правительства был отправлен в отставку. В третий кабинет Франсуа Фийона не вошёл.

## Деятельность в Косово
15 июля 1999 года Кофи Аннан назначил Кушнера первым особым представителем и главой Переходной Администрации ООН в Косово, где тот содействовал созданию местной гражданской администрации. 21 января 2001 года датский социал-демократ Ханс Хеккеруп сменил его на посту главы Администрации ООН в Косово.
В 2008 году Карла дель Понте опубликовала книгу «Охота. Я и военные преступники», где подробно рассказала о вмешательстве Кушнера в  расследование преступлений албанцев, причастных к незаконной торговле органами.
В 2009 году Пьер Пэан опубликовал книгу «Мир согласно К» (Le Monde selon K), в которой обвинял министра в причастности к аферам в Африке и описывал скандальное отношение Кушнера к Косову. Книга вызвала резкие ответы со стороны сторонников Кушнера.

## Личная жизнь
Кушнер женат вторым браком на тележурналистке Кристине Окрент. От этого брака у него один сын — Александр. Первой супругой министра иностранных дел была Эвелина Пизье, бывшая активистка, сестра известной французской актрисы Мари-Франс Пизье, от брака с которой у него трое детей: Жюльен, Камилла и Антуан. В 2020 году в возрасте 45 лет Камилла в автобиографической книге, посвящённой её семье, заявила, что новый муж Пизье, депутат Европарламента Оливье Дюамель, неоднократно насиловал её несовершеннолетнего брата (указан в книге под псевдонимом «Виктор»). Бернар Кушнер приветствовал смелый поступок своей дочери Камиллы, которая сняла завесу тайны над этим преступлением, сроки давности по которому истекли. Камилла сообщила, что об этих обстоятельствах знали как члены семьи, так и многие друзья семьи. После публикации книги Оливье Дюамель немедленно ушёл в отставку с должностей в академических организациях, в которых состоял.

## Позиция по вопросу об эвтаназии
Будучи министром здравоохранения, Бернар Кушнер публично выступил против позиции правительства как сторонник эвтаназии. Он признался, что когда он работал врачом в Южном Вьетнаме и Ливане, то сам умерщвлял людей, обреченных на смерть.

## Участие в Агентстве модернизации Украины
3 марта 2015 года Бернар Кушнер принял участие в создании Агентства модернизации Украины, а также был назначен куратором одного из направлений реформ, возглавив команду, которая будет разрабатывать план модернизации здравоохранения Украины. Через 200 дней со дня основания, Агентство должно представить четкий комплексный план модернизации Украины и уже в сентябре 2015 года предложат его Верховной Раде Украины и президенту Украины Петру Порошенко.

## Награды
- Орден князя Ярослава Мудрого II степени (6 октября 2010 года, Украина) — за значительный личный вклад в развитие украинско-французских межгосударственных отношений[18].
- Орден «Трудовая слава» (1 сентября 1998 года, Молдавия) — в знак высокого признания особых заслуг в развитии и укреплении отношений дружбы и сотрудничества между Республикой Молдова и Французской Республикой[19].
- Рыцарь-командор ордена Британской империи (2004 год, Великобритания)[20].